# Cultura de sa huỳnh

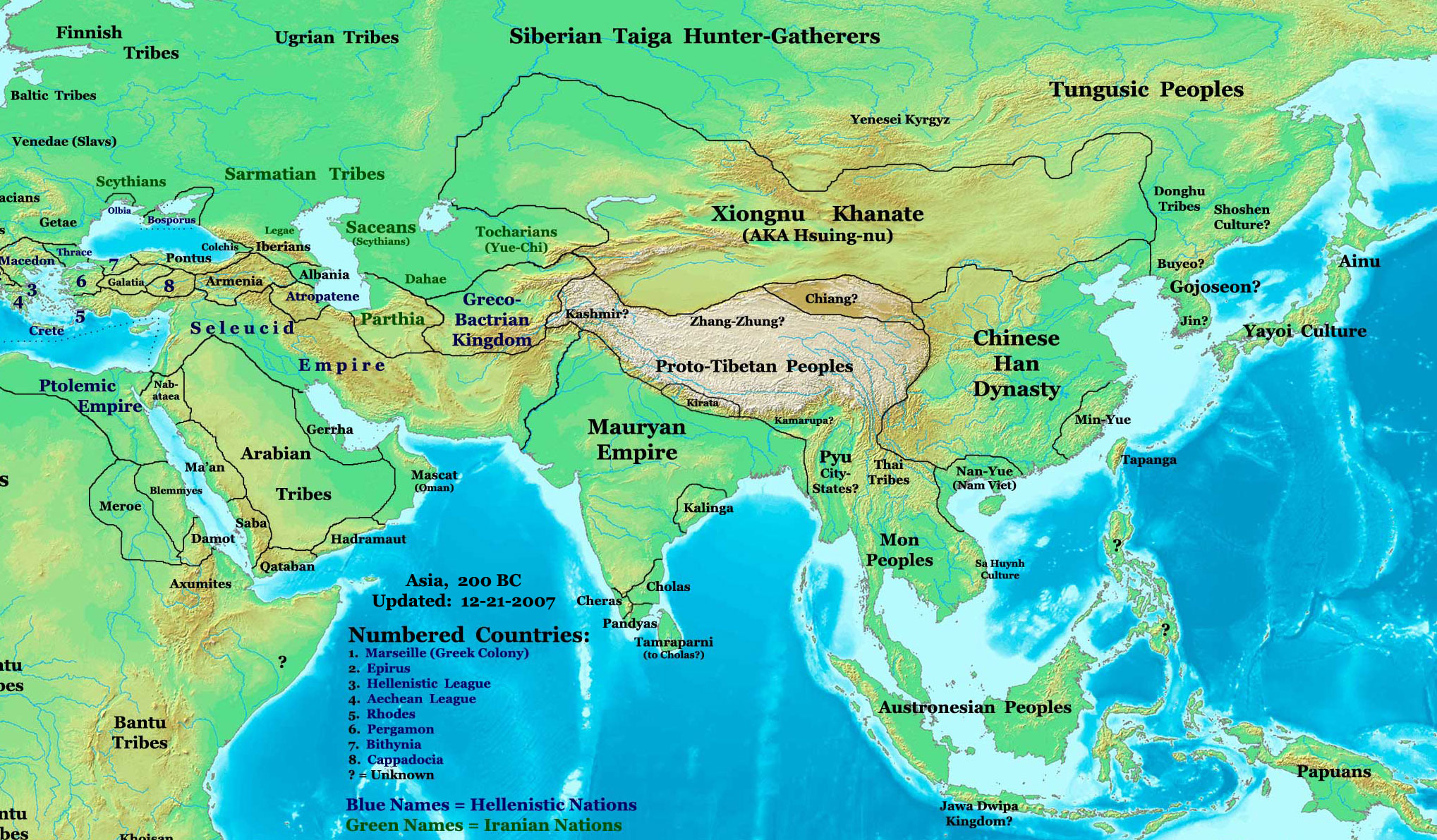
Asia en el año 200 a. C., que muestra la cultura sa huỳnh y vecinas.

La cultura de sa huỳnh (Vietnamita: Văn hóa Sa Huỳnh Filipina: Kalinangang Sa Huyun) fue una cultura que floreció entre el 1000 a. C. y el 200 a. C. en lo que hoy es el centro y sur de Vietnam. Se han descubierto yacimientos arqueológicos de esta cultura desde el Delta del Mekong hasta la provincia de Quảng Bình, en el centro norte de Vietnam. El pueblo de cultura de sa huỳnh es considerado el antecesor del pueblo cham, etnia que habita en Vietnam, Camboya y Tailandia, de la familia lingüística malayo-polinesia, y fundadores del reino de Champa.
El yacimiento de Sa Huỳnh fue descubierto en 1909. Los restos son ricos en herramientas de hierro de fabricación local, como hachas, espadas, puntas de lanza, cuchillos y hoces. Sin embargo, las herramientas de bronce son dominantes en los yacimientos de la cultura dông sơn, que se encuentran en el norte de Vietnam y en el resto de la zona continental del sudeste asiático.
La cultura de sa huỳnh practicaba la cremación de los adultos y los enterraba en tarros con una tapadera, una práctica única de esta cultura. A los enterramientos en frascos le solían acompañar ofrendas rituales. Esta cultura suele caracterizarse también por sus únicas joyas para las orejas, entre las que destacan los animales bicéfalos. Estos ornamentos solían estar hechos con jade (nefrita), o bien vidrio. En los yacimientos también se han encontrado de forma habitual ornamentos de cuentas, normalmente hechos con vidrio.
Hay evidencias de una amplia red de comercio. Las cuentas y abalorios de la cultura de sa huỳnh estaban hechos con vidrio, cornalina, ágata, olivino, zircón, oro y granate; la mayoría de estos materiales no son originarios de esta región, por lo que es probable que fueran importados. También se han encontrado espejos de bronce del estilo de la dinastía Han. Por otro lado, se han encontrado joyas para las orejas de la cultura de sa huỳnh en yacimientos del centro de Tailandia, isla Orquídea (Taiwán) y Palawan (Filipinas).

## Utensilios

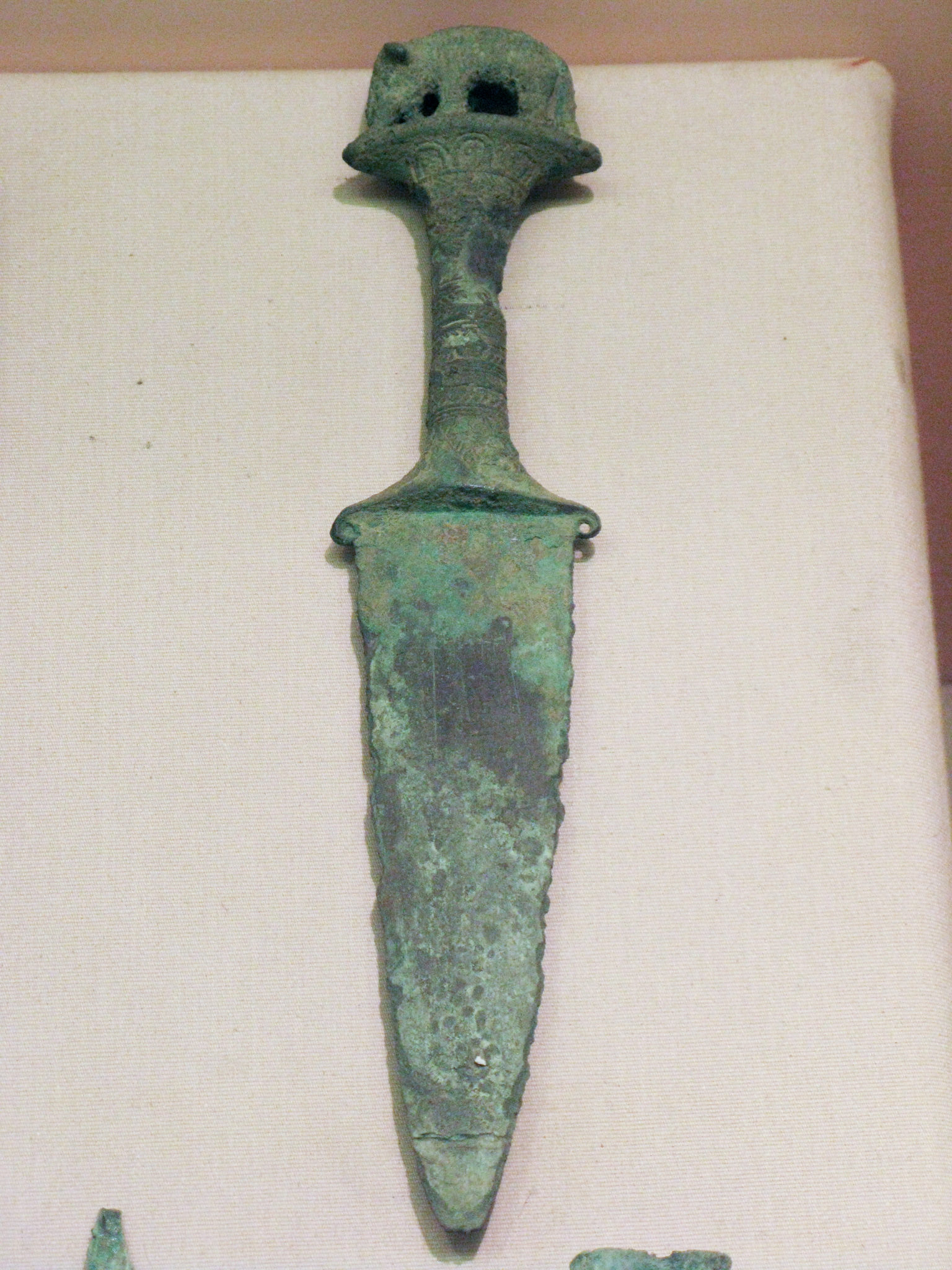
Arma de bronce
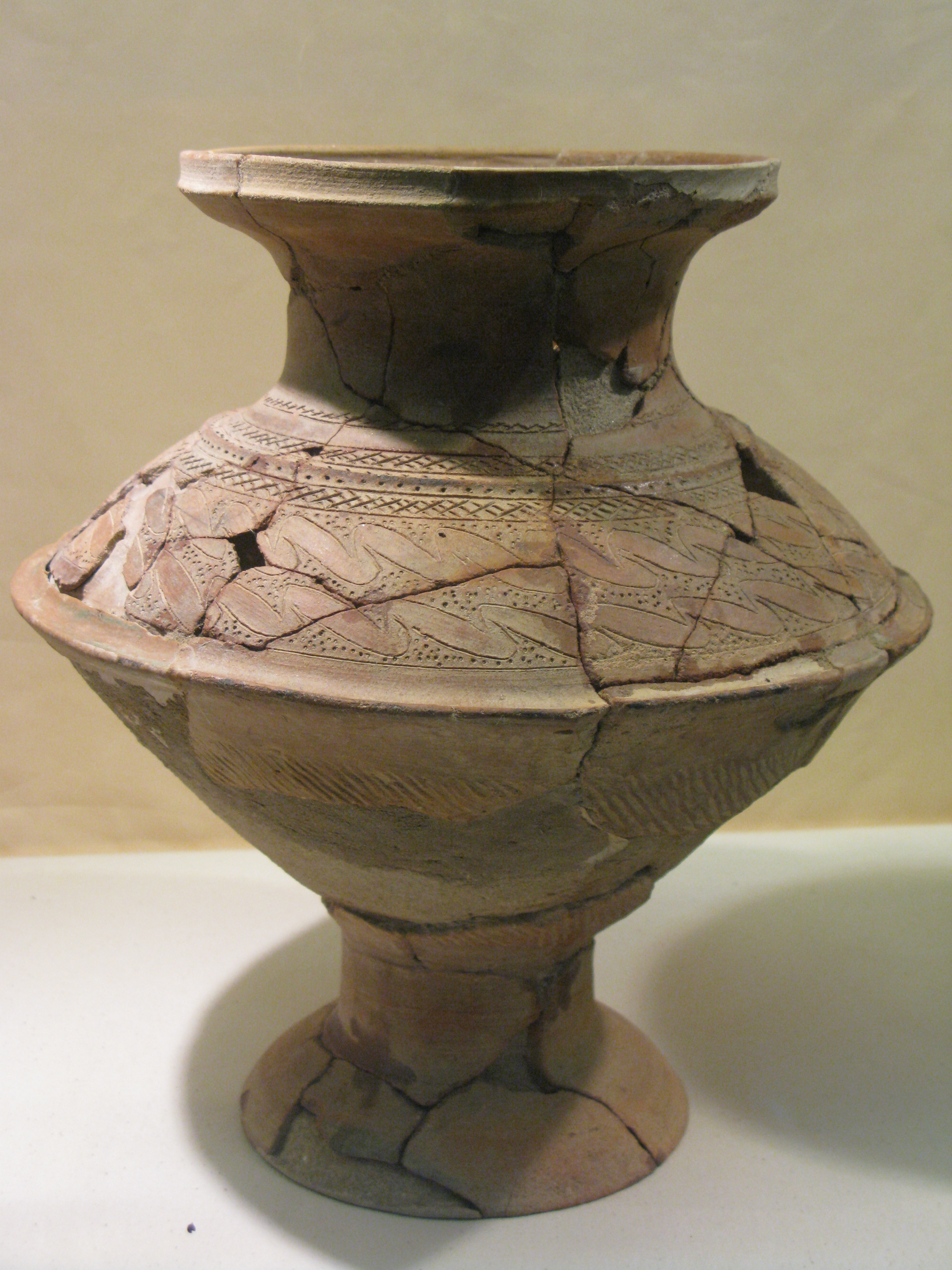
Jarrón de cerámica
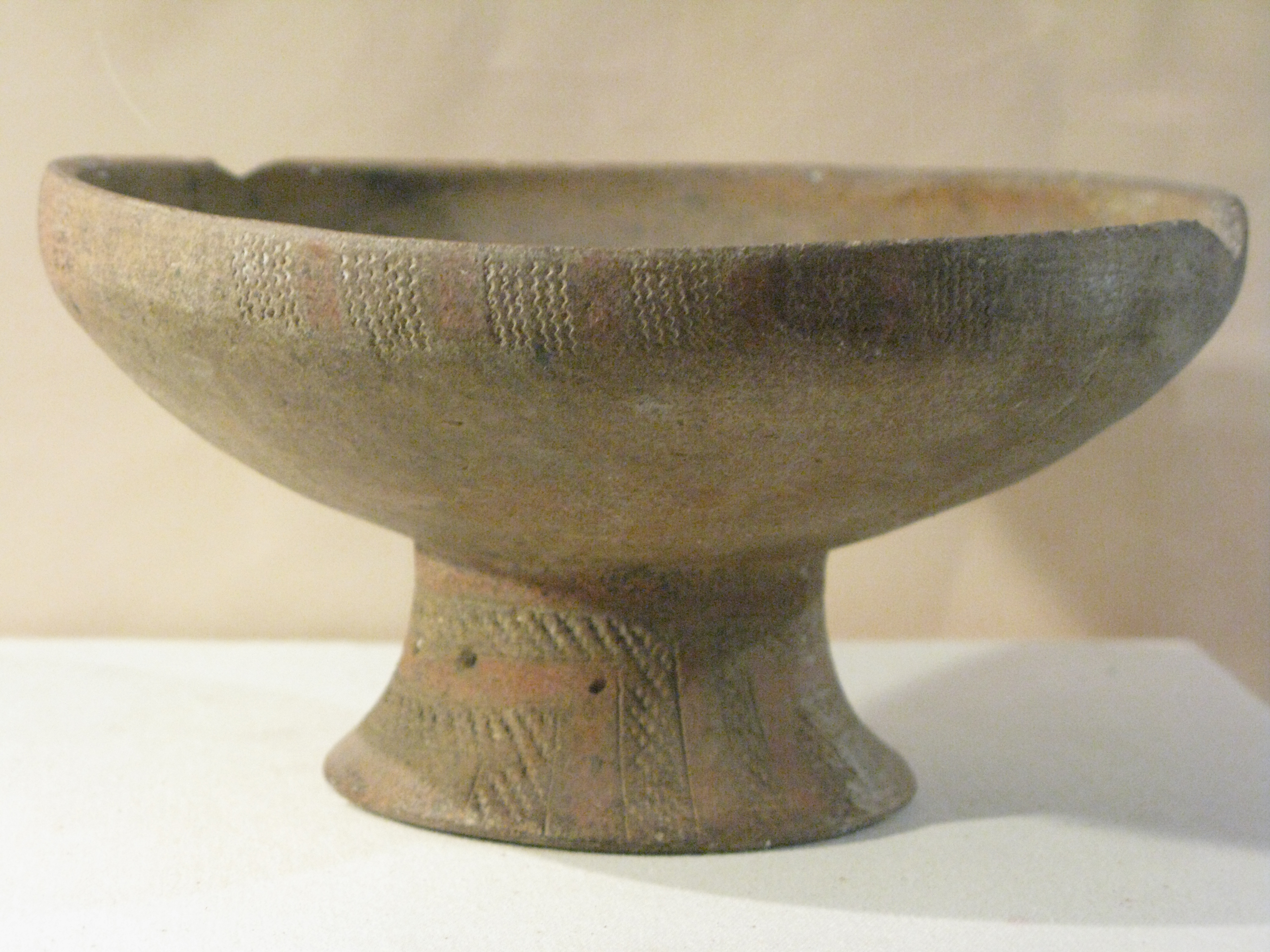
Frutero de cerámica
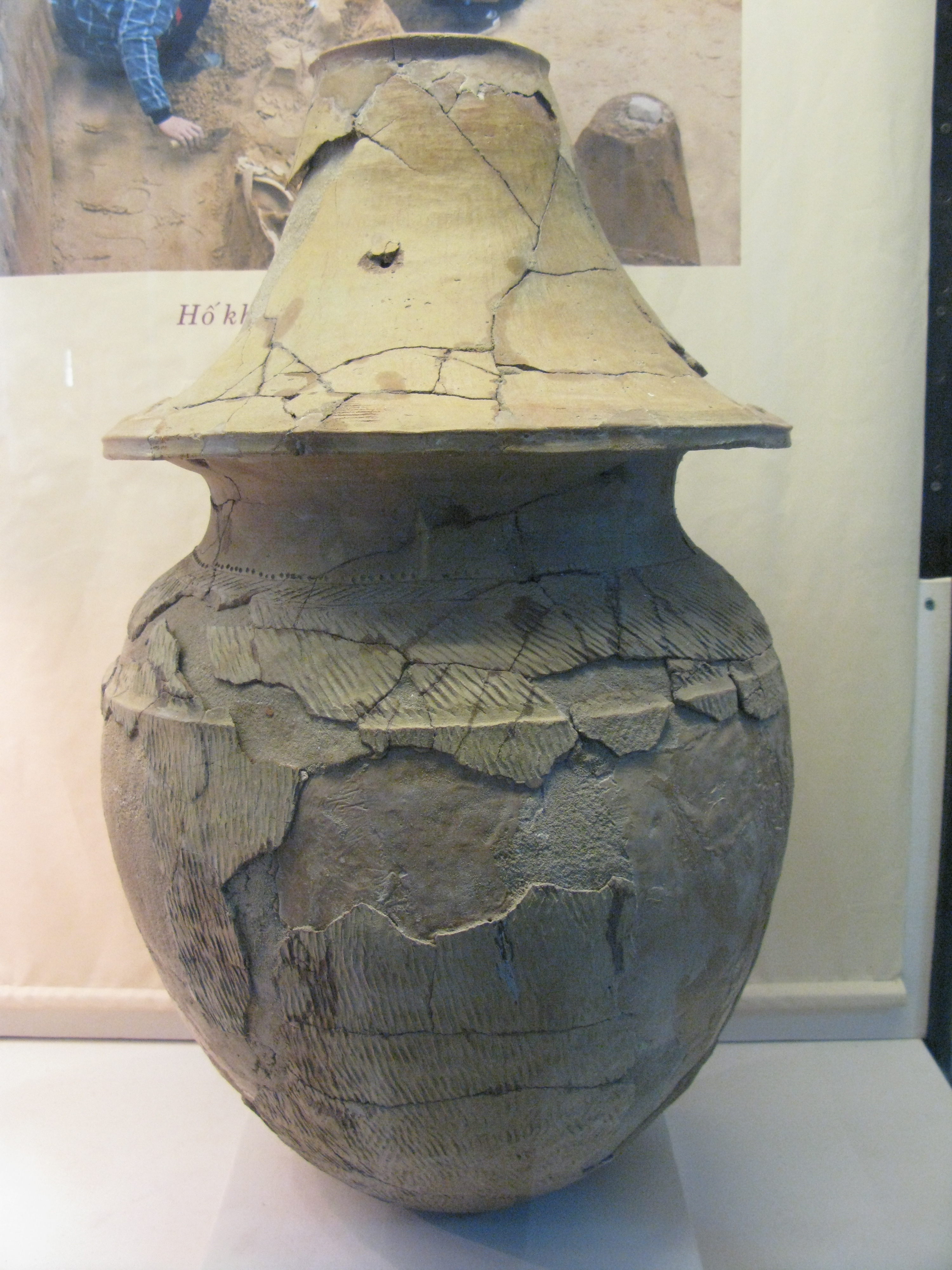
Frasco de enterramiento de cerámica